# Injustice: Gods Among Us
Injustice: Gods Among Us – gra komputerowa z gatunku bijatyk oparta na fikcyjnym uniwersum DC Comics, wyprodukowana przez amerykańskie studio NetherRealm i wydana przez Warner Bros. Interactive Entertainment na konsole gier wideo PlayStation 3, Xbox 360 i Wii U. W kwietniu 2013 odbyła się premiera gry w Ameryce Północnej, Europie i Australii, natomiast w czerwcu 2013 roku w Japonii. Rozszerzona wersja gry, zatytułowana Injustice: Gods Among Us Ultimate Edition, została wydana w listopadzie 2013 roku na konsole PlayStation 3, PlayStation 4, PlayStation Vita, Xbox 360 i system operacyjny Microsoft Windows. Darmową aplikację mobilną opartą na grze Injustice wydano również na urządzenia z systemami Android oraz iOS. Prequelowa seria komiksów o tej samej nazwie, napisana przez Toma Taylora, ukazała się na początku stycznia 2013 roku.
Gracz może wcielić się w jedną z kilku postaci z uniwersum DC, aby stoczyć walkę, której celem jest znokautowanie przeciwnika. Gra osadzona jest w środowisku 2.5D: modele postaci i tła są renderowane w trójwymiarowej grafice, natomiast podczas walki postaci ograniczone są do dwuwymiarowej przestrzeni. Injustice opiera się na kilku aspektach z poprzedniego tytułu studia NetherRealm, Mortal Kombat, w tym na kontrolach, mechanice gry, kampanii opartej na narracji i funkcjonalności online.
Akcja gry toczy się w równoległym wszechświecie w obrębie multiwersum DC Comics. W tej rzeczywistości Superman staje się tyranem i wprowadza nowy porządek świata po tym, jak Joker podstępem zmusza go do zabicia Lois Lane i zniszczenia Metropolis za pomocą bomby atomowej. Próbując to powstrzymać, Batman wzywa członków Ligi z innego wszechświata, aby przyłączyli się do jego powstania i położyli kres reżimowi tyrana. Gra zebrała pochwały ze strony krytyków za fabułę, mechanikę rozgrywki i wykorzystanie licencji DC Comics. Injustice stało się grą o najwyższej sprzedaży w Stanach Zjednoczonych i Wielkiej Brytanii w miesiącu jej premiery. Gra zdobyła także kilka nagród za „Najlepszą bijatykę” w 2013 roku. Kolejna część, Injustice 2, została wydana w maju 2017 roku.

## Rozgrywka
Injustice: Gods Among Us to bijatyka, w której gracze obejmują kontrolę nad kilkoma postaciami o różnych stylach walki i atakach specjalnych, biorąc udział w walkach jeden na jednego, w celu wyczerpania wskaźnika życia przeciwnika. Gra została stworzona w grafice 2.5D: ruch jest ograniczony do dwuwymiarowej płaszczyzny, natomiast postaci i scenografia są w pełni trójwymiarowe. W przeciwieństwie do tradycyjnego projektu bijatyk, wykorzystującego wiele rund z regenerującymi się paskami życia, w Injustice zastosowano schemat podobny do serii Killer Instinct. Każdy pojedynek składa się z jednej rundy, w której każdy zawodnik ma dwa paski życia. Gra wykorzystuje czteroprzyciskowy układ sterowania lekkimi, średnimi i ciężkimi atakami, a także przycisk „cechy postaci”, który aktywuje unikalną umiejętność lub atak przeznaczony do zaprezentowania każdego bohatera. Na przykład cecha postaci Supermana pozwala na chwilowy wzrost siły, podczas gdy cecha postaci Batmana przywołuje rój nietoperzy-robotów.
Areny, oparte na różnych lokalizacjach z uniwersum DC, takich jak Batjaskinia, Metropolis i Forteca Samotności (ang. Fortress of Solitude), zawierają interaktywne środowiska i wiele obszarów. Gdy przeciwnik zostanie trafiony ciężkim atakiem w pobliżu narożnika areny, uruchamia to animację przejścia i walka zostaje przeniesiona do nowej sekcji areny. Każda sekcja zawiera również obiekty, z którymi postaci mogą wchodzić w interakcje na różne sposoby w zależności od ich klasy. Postaci podzielone są na dwie klasy: „postaci mocy”, które polegają na brutalnej sile i wrodzonych zdolnościach, oraz „postaci gadżetów”, które używają broni, przedmiotów i innych zewnętrznych mechanizmów, aby wygrać. Na przykład postać gadżetów, taka jak Batman, może przymocować bombę do samochodu, powodując eksplozję, podczas gdy postać mocy, taka jak Superman, może podnieść ten sam samochód i roztrzaskać nim przeciwników. Gracz może wyłączyć opcję elementów interaktywnych i przejścia aren.
Gdy postaci wykonują specjalne ruchy, blokują nadchodzące ataki lub zostają trafione przez przeciwnika, ich „super miernik” stopniowo się zapełnia. Części super miernika można wykorzystywać do wykonania ulepszonych ruchów specjalnych lub kontrowania ataków przeciwnika. Mając pełny licznik, gracz może zastosować swój najsilniejszy atak specjalny. Gracze mogą również poświęcić swój licznik, aby przerwać kombinację i wziąć udział w bitwie, nazywanej „systemem starć”, który łączy zindywidualizowane cutsceny z procesem obstawiania zakładów. Gracz może wywołać starcie dopiero po utracie pierwszego paska życia. Podczas sekwencji obaj gracze potajemnie poświęcają porcje swojego licznika, a starcie wygrywa ten, kto zaoferuje najwyższą cenę.
Fabuła podzielona jest na kilka rozdziałów. W czasie, gdy rozgrywa się narracja, gracz może zmieniać postaci. Minigry także są włączone do fabuły. Wynik minigry może mieć wpływ na nadchodzącą bitwę, na przykład gracz może uzyskać przewagę zdrowotną nad przeciwnikiem CPU. Dodatkowe funkcje gry obejmują Tryb Bitwy, Tryb Kontry, Tryb Treningowy oraz S.T.A.R. Labs, które zawiera 240 wyzwań o różnym poziomie trudności, specyficznych dla danej postaci. Tryby gry wieloosobowej obejmują King of the Hill, konfigurację pozwalającą na obejrzenie starcia nawet ośmiu graczom, którzy czekają na swoją kolej na walkę, a także Survivor, który przenosi pasek zdrowia zwycięzcy i wybór postaci w każdym starciu. Rozgrywka w dowolnym trybie gry, w tym w starciach online z opcjonalnymi celami, pozwoli graczowi zdobyć punkty doświadczenia, które mogą być później wykorzystane do odblokowania alternatywnych kostiumów, muzyki, grafiki koncepcyjnej i innych nagród.

## Opis
Kampania Injustice: Gods Among Us została napisana przez studio NetherRealm we współpracy z pisarzami DC Comics. Przedstawiona przez NetherRealm jako „Story Mode 3.0” kampania Injustice została potraktowana podobnie jak Mortal Kombat vs. DC Universe, a w 2011 roku Mortal Kombat zrestartował się dzięki zastosowaniu filmowej narracji w porównaniu z tradycyjną rozgrywką dla jednego gracza. Według głównego projektanta Johna Edwardsa fabuła ma na celu zracjonalizowanie mechaniki walki pomiędzy postaciami, które normalnie nie walczą ze sobą, oraz wyjaśnienie, w jaki sposób Batman może mierzyć się z Supermanem. Pisarze Justin Gray i Jimmy Palmiotti służyli jako konsultanci fabuły, aby upewnić się, że bohaterowie komiksów zachowali swoje właściwości w Injustice.

### Postaci
Lista została wybrana wewnętrznie przez studio NetherRealm przy udziale DC Comics. Głównym celem w procesie selekcji, który trwał około trzy-cztery miesiące, było stworzenie obsady z szeroką gamą postaci. Bohaterów wybierano na podstawie kryteriów, takich jak rozmiar, zdolności, płeć, popularność i to, jak wpasowywali się w fabułę gry. Dodanie każdego grywalnego bohatera i złoczyńcy wymagało około sześciu tygodni produkcji. Postaci zaprojektowano z myślą o tym, aby każda z nich była niepowtarzalna, a style walki i zestawy ruchów były dostosowane do wiedzy i osobowości każdej z nich. Ed Boon stwierdził, że DC Comics dało studiu NetherRealm dużą swobodę ze swoimi właściwościami, co pozwoliło na podrasowanie postaci. Kilka innych postaci z Uniwersum DC, takich jak Darkseid, Strach na wróble, Metallo i Gorilla Grodd, występują również jako bohaterowie niezależni, pojawiając się epizodycznie w występach cameo w przerywnikach fabularnych, scenach i innych trybach gry. Poza Uniwersum DC, Scorpion z serii Mortal Kombat występuje jako postać gościnna do pobrania.
Grywalne postaci to:
- Aquaman
- Ares
- Bane
- Batgirl
- Batman
- Black Adam
- Kobieta-Kot
- Cyborg
- Deathstroke
- Doomsday
- Flash (Barry Allen)
- Zielona Latarnia (Hal Jordan)
- Harley Quinn
- Hawkgirl (Shiera Hall)
- Joker
- Killer Frost (Louise Lincoln)
- Lex Luthor
- Lobo
- Marsjanin Łowca (ang. Martian Manhunter)
- Nightwing (Dick Grayson)
- Raven
- Shazam
- Scorpion
- Sinestro
- Solomon Grundy
- Superman
- Wonder Woman
- Zatanna
- Zod

Dodatkowo, niektórymi postaciami można grać jako alternatywnymi skórkami dla istniejących bohaterów. Obejmują one:
- Batman (Terry McGinnis)
- Batman (Thomas Wayne)
- Cyborg Superman
- Flash (Jay Garrick)
- Zielona Latarnia (John Stewart)
- Hawkgirl (Kendra Saunders)
- Nightwing (Damian Wayne)

W wersjach gry na urządzenia z systemami iOS i Android gracze mają do dyspozycji kilka dodatkowych postaci:
- Arkham Knight[27]
- Batgirl (Cassandra Cain)[28]
- Darkseid[29]
- Deadshot[30]
- Flash[31]
- Zielona Latarnia (Jessica Cruz)[32]
- Killer Croc[33]
- Reverse-Flash[27]
- Static[34]

### Fabuła
W alternatywnej rzeczywistości Joker podstępem zmusza Supermana do zabicia swojej ciężarnej żony Lois Lane, co prowadzi do detonacji bomby atomowej, która niszczy Metropolis i zabija miliony. Rozwścieczony Superman zabija Jokera i z czasem morduje więcej przestępców, co powoduje, że staje się bardziej skorumpowany i ostatecznie staje się bezwzględnym dyktatorem. Przekonuje większość bohaterów i kilku złoczyńców, aby przyłączyli się do niego, po czym tworzy Reżim Jednej Ziemi i rządzi Ziemią jako Najwyższy Radca, podczas gdy Batman ustanawia Powstanie, aby przeciwstawić się reżimowi tyrana. W ciągu następnych pięciu lat wybucha wojna między dwoma odłamami, co ostatecznie doprowadza do rozwiązania Ligi Sprawiedliwości.
W równoległym wszechświecie Joker wraz z zasobami Lexa Luthora również planuje zniszczyć Metropolis przy użyciu bomby atomowej. Liga Sprawiedliwości toczy walkę z bandą złoczyńców Luthora, w której Batman pokonuje Deathstroke’a, Bane’a i ostatecznie Luthora, po czym próbuje powstrzymać Jokera. Kiedy Joker przygotowuje się do zdetonowania bomby, on wraz z Batmanem, Wonder Woman, Aquamanem, Zieloną Strzałą i Zieloną Latarnią zostają nagle przeniesieni do wszechświata Powstania. Podczas gdy siły Reżimu znajdują Batmana i Jokera, Zielona Latarnia opuszcza pozostałych bohaterów w poszukiwaniu miejsca do naładowania swojego pierścienia mocy i napotyka Cyborga i Raven torturujących Deathstroke’a. Pokonuje ich i uwalnia Deathstroke’a, a następnie walczy także z Sinestro i swoim własnym odpowiednikiem Yellow Lantern. Tymczasem Aquaman udaje się do AtlantisAtlantis, gdzie jego odpowiednik spotyka się z ambasadorami Flashem i Shazamem, aby Atlantis dołączyło do Reżimu. Aquamanowi udaje mu się pokonać wszystkich trzech, jak również Aresa, który twierdzi, że brak przemocy go osłabił i zabiera Aquamana z powrotem do pozostałych.
Bohaterowie głównego wszechświata spotykają rebelianckich Batmana i Lexa Luthora, najbliższego przyjaciela Supermana, który tak naprawdę pracuje jako kret Powstania w Gotham City. Dostarczają im pigułki nanotechnologiczne pochodzące z kryptońskiego DNA, które wzmacniają zwykłych ludzi, i wyjaśniają, że przetransportowali ich tutaj, aby pomogli w zdobyciu broni kryptonitowej, do której potrzebne są próbki DNA wszystkich rdzennych członków Ligi Sprawiedliwości, lecz w tym wszechświecie większość została zabita lub dołączyła do reżimu; jednak główny Batman i Joker zostali przetransportowani przypadkowo. W tym samym czasie Joker pokonuje Batmana, który, zauważony przez Hawkgirl i Yellow Lantern zostaje schwytany. Następnie Joker spotyka Harley Quinn, która założyła „Klan Jokera” ku jego pamięci i jest sprzymierzona z Powstaniem. Po udzieleniu pomocy Klanowi Jokera w walce z atakiem Reżimu prowadzonym przez Hawkgirl i Nightwinga w Azylu Arkham i zamknięciu Jokera ze względu na jego niebezpieczną naturę, rebelianci wkradają się do Rezydencji Wayne’ów, aby odzyskać broń kryptonitową z Bajaskini, pokonując przy tym Solomona Grundy’ego, Killer Frost, Black Adama i reżimową Wonder Woman. W głównym wszechświecie Superman, Flash i Cyborg próbują odzyskać swoich towarzyszy, lecz przypadkowo wysyłają Cyborga do wszechświata Powstania. Po krótkim starciu z Deathstroke’iem i Luthorem, Cyborg dołącza do Powstania i współpracuje z Deathstroke’iem, aby przejąć kontrolę nad teleporterem Reżimowej Wieży od reżimowych Kobiety-Kota, Cyborga, Flasha i Shazama.
Tymczasem, kiedy Superman publicznie ogłasza swoje zamiary egzekucji głównego Batmana, powstańcy włamują się na Wyspę Strykera, aby go uratować. Zielona Latarnia, Wonder Woman i Aquaman, który dowodzi armią morskich stworzeń, rozpoczynają atak na siły Reżimu w celu odwrócenia uwagi powstańczych Batmana i Zielonej Strzały, aby uwolnić głównego Batmana, pokonując przy tym Kobietę-Kota, Nightwinga, Raven i Yellow Lantern. Superman opuszcza walkę, zdając sobie sprawę, że powstańcy przejęli Wieżę i próbują ją zniszczyć, ale Deathstroke podkłada ładunki wybuchowe, po czym on i Cyborg ewakuują się, zanim eksplozja posyła Supermana z powrotem na Ziemię. Luthor zmierza do osłabionego Supermana, jednak zostaje zaatakowany przez Jokera, którego uwolniła Harley. Gdy Joker grozi, że zabije Harley, Luthor pokonuje go i kieruje się do Supermana. Wtedy Harley zdaje sobie sprawę, że Joker tak naprawdę jej nie kocha. Po pokonaniu Black Adama, Hawkgirl i Shazama, Luthor przygotowuje się do zabicia Supermana przy pomocy broni kryptonitowej, lecz Shazam go powstrzymuje, pozwalając Supermanowi go zabić. Teraz świadomy determinacji ludzkości, by go obalić, Superman postanawia zniszczyć Gotham i Metropolis, aby zademonstrować chaos, jaki powstałby pod jego nieobecność i zaatakować wszechświat głównych bohaterów jako karę za ich ingerencję. Kiedy Shazam protestuje, Superman morduje go, co sprawia, że Flash ucieka i udaje się do bazy powstańców, aby poinformować ich o planie Supermana, pokonując Yellow Lantern, Solomona Grundy’ego i Sinestro, gdy próbują go powstrzymać.
Kiedy Reżim odkrywa i atakuje bazę powstańców, Wonder Woman pomaga odeprzeć atak, pokonując Bane’a, po czym Ares teleportuje ją na Themyscirę, by przekonała Amazonki, którym Superman rozkazał zaatakować Metropolis, aby uciekły do Powstania, co czyni, po tym, jak pokonuje Raven i jej reżimowy odpowiednik. Tymczasem Batman z głównego wszechświata przekonuje swojego sobowtóra, aby sprowadził głównego Supermana do pomocy. Gdy w Gotham i Metropolis wybucha otwarta wojna pomiędzy Reżimem a Powstaniem, główny Superman pokonuje Black Adama, Sinestro, Aquamana i Doomsday i przekonuje Yellow Lantern do poddania się, zanim angażuje swojego odpowiednika w ostateczną bitwę w Fortecy Samotności Twierdząc, że działania jego odpowiednika nie stanowią usprawiedliwienia za śmierć Lois i że byłaby przerażona i zdegustowana tym, kim się stał, główny Superman zwycięża, co oznacza klęskę Reżimu.
Po rozwiązaniu Reżimu wszyscy jego członkowie są postawieni przed sądem; Flash i Hal Jordan zostają zwolnieni warunkowo za udział w Powstaniu, podczas gdy inni zostają uwięzieni. Gdy bohaterowie głównego wszechświata i Joker powracają do swojej rzeczywistości, powstańczy Batman i główny Superman składają wizytę reżimowemu Supermanowi, więzionemu w celi emitującej promieniowanie czerwonego słońca, które czyni go bezsilnym. Kiedy odchodzą, Superman wyraża swoje obawy, że mógłby obrać podobną ścieżkę, gdyby również doświadczył wielkiej tragedii, a oczy reżimowego Supermana zaświecają się na czerwono, co wskazuje na to, że wciąż posiada on pewien stopień swoich mocy.

## Produkcja
Injustice: Gods Among Us po raz pierwszy zostało ogłoszone 31 maja 2012 roku. Według Eda Boona, głównym celem było stworzenie gry poza serią Mortal Kombat, która byłaby zupełnie inna w gatunku bijatyk. Producent Hector Sanchez stwierdził, że studio NetherRealm nie czuło się ograniczone parametrami Mortal Kombat, co pozwoliło developerom podjąć większe ryzyko projektowe przy Injustice, takie jak np. usunięcie tradycyjnego przycisku bloku Mortal Kombat. Podobnie jak w poprzednim tytule Boona związanym z DC, Mortal Kombat vs. DC Universe, wykorzystanie licencji DC Comics wiązało się z ograniczeniami co do ilości przemocy w grze; jednak Boon zamierzał zwiększyć ilość graczy w kategorii wiekowej dla nastolatków zastępując przemoc „szaloną, przesadną akcją”. Zapytany, czy wcześniejsze doświadczenia studia z Mortal Kombat i charakterystyczną dla niego przemocą wpłyną na Injustice, Boon odpowiedział, że chciał, aby te dwa tytuły pozostały odrębnymi podmiotami.
Tryb online w Injustice zbudowano na fundamencie stworzonym w Mortal Kombat. Z powodu skarg dotyczących poważnych opóźnień częściach składowych gry wieloosobowej Mortal Kombat, Boon oświadczył, że zespół programistów spojrzał na swoje wcześniejsze błędy i stworzył „nowy, bardziej rozbudowany system” dla lepszych wrażeń z rozgrywki online. Starszy producent Adam Urbano oświadczył, że studio NetherRealm spędziło dwa lata na produkcji, skupiając się na netplayu. Podczas produkcji studio NetherRealm podzieliło się swoim pomysłem na zautomatyzowany system, który miałby dostarczać treści do pobrania Injustice dla wszystkich użytkowników konsoli. W trakcie użytkowania gra łączyłaby się z Internetem i automatycznie pobierała informacje niezbędne dla graczy, którzy kupili postaci DLC, aby grać przeciwko tym, którzy tego nie zrobili. System umożliwia także NetherRealm szybkie wysyłanie poprawek, by załatać zauważalne usterki.
Podobnie jak Mortal Kombat vs. DC Universe i Mortal Kombat, Injustice działa na silniku Unreal Engine 3, który zmodyfikowano, aby odpowiadał bijatykom. W pierwszym dzienniku produkcji Injustice, studio NetherRealm ogłosiło, że od czasu premiery Mortal Kombat w 2011 roku dokonano szeregu udoskonaleń technicznych. Sanchez oświadczył, że ich „zespół KoreTech” przekroczył granice swojego silnika graficznego. Urbano dodał, że gra oferuje ulepszone rozwiązanie oświetlenia, umożliwiające bardziej dynamiczne oświetlenie postaci i otoczenia. Stworzono nowy system „materiału postaci”, którego celem jest przedstawienie postaci ze zwiększoną szczegółowością graficzną. Injustice wykorzystuje również wielowątkowy silnik renderowania, pozwalający grze na wyświetlanie na ekranie około trzy razy więcej obiektów naraz niż w Mortal Kombat.

## Promocja i marketing
Przed premierą gry Warner Bros. Interactive i DC Entertainment rozpoczęły 10-tygodniową kampanię reklamową o nazwie Injustice Battle Arena. Internetowa seria, której gospodarzem była Taryn Southern, oferowała cotygodniowe mecze pomiędzy grywalną obsadą w formacie turniejowym. Co tydzień arena była aktualizowana o różne scenariusze. Fani mogli głosować na swoich ulubionych bohaterów, a po każdym okresie głosowania ukazywał się film przedstawiający zwycięzcę każdej rundy. Wraz z każdą nową parą zawodników pojawiały się filmy prezentujące umiejętności i mocne strony walczących, w tym opinie publiczne i wywiady z gwiazdami. Głosujący mogli odebrać darmowe nagrody, od akcesoriów do awatarów na Xbox Live, po skórki postaci do pobrania na podstawie wyglądu Zielonej Strzały w serialu telewizyjnym Arrow. Fani w Stanach Zjednoczonych mieli możliwość zdobywania cotygodniowych nagród.
Wersja demonstracyjna gry została wydana do pobrania na konsole PlayStation 3 i Xbox 360 2 kwietnia 2013 roku w Ameryce Północnej, a 3 kwietnia 2013 roku w Europie. Wersja demo prezentowała Batmana, Wonder Woman i Lexa Luthora na arenie Gotham City, wraz z Doomsdayem jako niegrywalnym bossem.

## Dystrybucja
Injustice: Gods Among Us miało premierę 16 kwietnia 2013 roku w Ameryce Północnej, 17 kwietnia w Australii, a 19 kwietnia w Europie na konsole PlayStation 3, Wii U oraz Xbox 360. Niektórzy australijscy sprzedawcy detaliczni, w tym JB Hi-Fi oraz EB Games, przełamali datę sprzedaży, sprzedając egzemplarze 15 kwietnia 2013 roku. Wydanie gry w wersji na Wii U zostało opóźnione w Wielkiej Brytanii do 26 kwietnia 2013 roku. Gra została wydana później w Japonii 9 czerwca 2013 roku na PlayStation 3 oraz Wii U. Gra została także dodana do biblioteki Xbox One kompatybilnych wstecznie gier z Xbox 360 w grudniu 2016 roku.
Album z muzyką kilku artystów, m.in. Rise Against, Depeche Mode, MSTRKRFT, Awolnation, Minus the Bear i Zeus, został wydany przez WaterTower Music. Album zatytułowany Injustice: Gods Among us – The Album, został udostępniony w sklepach cyfrowych 16 kwietnia 2013 roku, co zbiegło się w czasie z premierą gry. Kolekcja ukazała się później na płycie 23 kwietnia 2013 roku.

### Premie w przedsprzedaży
Warner Bros. Interactive nawiązało współpracę z kilkoma punktami sprzedaży detalicznej w ramach zachęty przed złożeniem zamówienia w przedsprzedaży. Zamówienia w przedsprzedaży od EB Games, GameStop i Game dały graczom dostęp do Pakietu Czerwony syn, pakietu DLC inspirowanych limitowaną serią komiksów Superman: Czerwony syn zawierającą alternatywne skórki Czerwonego Syna dla Supermana, Wonder Woman i Solomona Grundy’ego oraz 20 dodatkowych misji w ramach fabuły Czerwonego Syna. Przedsprzedaż z Walmartu zawierała Pakiet Skórek Arkham City, obejmujący kostiumy do pobrania dla Batmana, Kobiety-Kota oraz Jokera, a także bonusową kopię Mortal Kombat vs. DC Universe. Zamówienia w przedsprzedaży od Best Buy i Amazon Germany obejmowały Pakiet DLC Blackest Night, który zawierał alternatywną skórkę Batmana, opartą na projekcie Black Lantern z serii the Blackest Night oraz ekskluzywny „tryb zombie”, który zamienia wszystkie postaci w żywe trupy.

### Edycje detaliczne
Oprócz standardowej edycji, do sprzedaży na PlayStation 3 i Xbox 360 została udostępniona Edycja Kolekcjonerska, w której znajdowały się stalowa obudowa, kolekcjonerska figurka, cyfrowy kod do pobrania filmu animowanego Liga Sprawiedliwych: Zagłada, pierwsze wydanie serii komiksów Injustice oraz trzy ekskluzywne kostiumy dla Supermana, Batmana i Wonder Woman oparte na ich wyglądzie w Nowym DC Comics (ang. The New 52). Wersje pakietu w Ameryce Północnej i Europie oferowały różne figurki. Północno-amerykańskie wydanie oferuje 13-calową (33cm) statuetkę przedstawiającą Wonder Woman walczącą z Batmanem, natomiast wydanie europejskie zawiera mniejszą, bo 9-calową (23cm) statuetkę obojga. Ekskluzywna dla GameStop i EB Games Edycja Battle zawierała lekki joystick do walki i trzy skórki DLC. W Wielkiej Brytanii i Australii Edycja Specjalna była dostępna wyłącznie za pośrednictwem Game i EB Games, która zawierała stalową obudowę i Pakiet Czerwonego Syna.

### Zawartość do pobrania
Przepustka sezonowa dostępna dla użytkowników Xbox 360 oraz PlayStation 3 umożliwiła dostęp do Pakietu Skórek Flashpoint, zawierający alternatywne skórki dla Aquamana, Deathstroke’a i Wonder Woman, wraz z czterema pierwszymi postaciami do pobrania w ogólnej obniżonej cenie. By zapobiec konfliktom pomiędzy graczami online, którzy zakupili DLC, a tymi, którzy tego nie zrobili, wydano darmowe kompatybilne pakiety zawierające skórki dodatkowych postaci. 17 kwietnia 2013 roku, Lobo został oficjalnie ujawniony jako pierwsza postać DLC podczas finału Injustice Battle Arena. Lobo został wydany 7 maja 2013 roku. 3 maja 2013 roku ujawniono, że drugą postacią DLC jest Batgirl, i udostępniono ją do pobrania 21 maja 2013 roku. Postać gościnna z serii Mortal Kombat – Scorpion – została wydana jako trzecia postać DLC 3 czerwca 2013 roku, a udostępniono ją do pobrania 11 czerwca 2013 roku. Wygląd Scorpiona w Injustice zawierał nowy projekt kostiumu autorstwa komiksowego artysty Jima Lee. Ostatnia postać w Przepustce Sezonowej, Generał Zod, została ujawniona 12 czerwca 2013 roku w odcinku nocnego talk-show Conan. Zod został wydany 2 lipca 2013 roku. Jako część Przepustki Sezonowej ujawniono również misje S.T.A.R. Labs dla czterech pierwszych postaci DLC. Postaci te udostępniono dla użytkowników Wii U 3 lipca 2013 roku.
6 czerwca 2013 roku Ed Boon ogłosił, że co najmniej jedna dodatkowa postać DLC zostanie stworzona do gry na żądanie fanów. Wcześniej Boon przeprowadził ankietę na swoim Twiterze, by zdecydować, którą postać z DC Comics fani chcieliby dodać do gry. Marsjanin Łowca (ang. Martian Manhunter), którego pominięto w ankietach z powodu największego zapotrzebowania fanów, został ujawniony jako piąta postać DLC podczas specjalnej prezentacji Injustice w trakcie 2013 Evolution Championship Series, pomimo tego, co stało się z nim w prequelowych komiksach. Marsjanin Łowca został wydany na konsole Xbox 360 i PlayStation 3 30 lipca 2013 roku, w pakiecie z Johnem Stewartem jako alternatywną skórką dla Zielonej Latarni. Na krótko przed wydaniem, Boon zdradził na Twiterze, że istnieją dalsze plany rozwoju zawartości do pobrania, z szóstą postacią DLC, która była „wielką prośbą fanów”. 5 sierpnia 2013 roku, ujawniono, że postacią tą jest Zatanna, która według Boona zajęła pierwsze miejsce w ankiecie na Twiterze. Została udostępniona w pakiecie z nową skórką dla Supermana opartą na Cyborgu Supermanie, wydanym 13 sierpnia 2013 roku.

### Wersja mobilna
Przed premierą gry, studio NetherRealm opracowało darmową aplikację mobilną Injustice: Gods Among Us, którą wydano na urządzenia z systemem iOS 3 kwietnia 2013 roku. Przeniesioną ją na systemy Android 21 listopada 2013 roku. Aplikacja wykorzystuje system walki oparty na kartach kolekcjonerskich i może być użyta do odblokowania bonusów w wersjach gry na Xbox 360 oraz PlayStation 3. Aplikacja stawia także graczy w grupie 3 zawodników, którzy rzucają wyzwanie słynnym postaciom z DC.
Wersja na urządzenia z systemem Wii U nie obsługuje tej funkcji. Funkcję gry wieloosobowej dodano do wersji na iOS w aktualizacji z 24 kwietnia 2014 roku.

### Edycja Ultimate
7 października 2013 roku Warner Bros. Interactive ogłosiło Edycję Ultimate, która zawiera całą wydaną wcześniej zawartość do pobrania dla Injustice: Gods Among Us. Edycja Ultimate została wydana 12 listopada 2013 roku w Stanach Zjednoczonych, 27 listopada 2013 roku w Australii, 29 listopada 2013 roku w Europie na konsole PlayStation 3, PlayStation 4, PlayStation Vita, Xbox 360 oraz system operacyjny Microsoft Windows. Do wydania amerykańskiego dołączono oficjalną ścieżkę dźwiękową z gry. Z powodu pandemii COVID-19, wersja ta została udostępniona za darmo na czas ograniczony na platformie Steam, PlayStation Store i Microsoft Store.

## Odbiór

### Reakcja krytyków
Injustice: Gods Among Us zdobyło uznanie wśród krytyków. Witryna z recenzjami zbiorczymi Metacritic przyznała wersji na Wii U wynik 82/100, wersji na Xbox 360 81/100, a wersji na PlayStation 3 78/100. Edycja Ultimate uzyskała wynik 80/100 dla wersji na PlayStation 4 i 79/100 dla wersji na Microsoft Windows. Aplikacja mobilna iOS otrzymała mieszane recenzje, z wynikiem 69/100.
Vince Ingenito z IGN określił grę jako „zarówno bardzo dobry zawadiaka, jak i wielki, stary, niechlujny list miłosny do fanów”. Ingenito chwalił tryb fabularny, unikalną mechanikę bijatyki i ogólne zastosowanie licencji DC, jednak ostro krytykował grafikę cutscen, twierdząc, że nijakie tekstury i źle wymodelowane budynki osłabiły ich wizualny odbiór. Andrew Reiner z magazynu Game Informer uznał grę za „dopracowanego wojownika”, który „rozwalił system walk superbohaterów”. Reiner pochwalił studio NetherRealm za dostarczenie „wspaniałej bijatyki”, twierdząc, że uznanie studia dla uniwersum DC dobrze wpasowało się w ich formułę Mortal Kombat.
Matt Edwards z Eurogamer pochwalił bogatą ilość zawartości dla pojedynczego gracza, podkreślając tryb S.T.A.R. Labs, lecz krytykował stabilność online gry, pisząc, że ulepszenia wprowadzone w stosunku do Mortal Kombat w celu zmniejszenia problemów z opóźnieniami wydawały się raczej marginalne niż zmieniające grę. Maxwell McGee z GameSpot stwierdził, że mimo iż Injustice dostarczyło „złożonej bijatyki z pewnymi unikalnymi zwrotami akcji”, gra nie spełniła oczekiwań w porównaniu do swoich rówieśników. McGee krytykował fabułę, opisując założenie jako „tak absurdalne, że graniczy z parodią”, a także ubolewał nad brakiem funkcji instruktażowych dla nowych graczy i obsługi powtórek.
Mikel Reparaz z Official Xbox Magazine chwalił Injustice za „szybką, destrukcyjną i niezwykle przystępną” rozgrywkę, nazywając grę „jedną z najprzyjemniejszych bijatyk 2D od lat”. Ray Carsillo z Electronic Gaming Monthly przyznał grze niemal doskonały wynik, chwaląc fabułę, mechanikę rozgrywki i zawartość kolekcjonerską, jednocześnie krytykując długi czas ładowania. Brett Molina z USA Today przyznał grze 3,5 gwiazdek na 4, twierdząc, że „NetherRealm stworzyło imponujący pakiet gier wideo z Injustice, łączący superbohaterów i złoczyńców, których fani komiksów mogą docenić wraz ze stylem walki, który powinien spodobać się graczom na każdym poziomie”.

### Nagrody
Injustice: Gods Among Us zdobyło nagrodę za „Najlepszą bijatykę” na E3 2012 przyznaną przez Game Critics Awards. Gra otrzymała także nagrodę „Bijatyka Roku” w 2013 roku od IGN, GameTrailers, Game Informer, VGX oraz D.I.C.E. Awards Akademii Sztuk i Nauk Interaktywnych. Na National Academy of Trade Game Reviewers (NAVGTR) w 2013 r. Injustice: Gods Among Us wygrało nagrody Game, Franchise Fighting. Podczas SXSW Gaming Awards w 2014 roku Injustice: Gods Among Us zdobyło nagrodę Excellence in Convergence Award.

### Sprzedaż
Injustice: Gods Among Us była najlepiej sprzedającą się grą w Stanach Zjednoczonych w czasie miesiąca jej premiery w kwietniu 2013 roku. Sprzedano 424000 egzemplarzy, jak podali analitycy branżowi Cowen and Company, była to jedyna gra, której sprzedaż przekroczyła 250000 egzemplarzy w tamtym miesiącu. Według Grupy NPD, gra miała utrzymać się jako najlepiej sprzedająca się gra w rankingach USA do maja i pozostać wśród najlepszej dziesiątki do czerwca. Injustice miało znaleźć się także w czołówce wszystkich formatowych rankingów gier w Wielkiej Brytanii po tygodniu od premiery.

### Zakaz regionalny
Gra była tymczasowo zakazana w Zjednoczonych Emiratach Arabskich i Kuwejcie. Pierwotnie, tytuł gry przemianowano na Injustice: The Mighty Among Us w celach promocyjnych w tamtych rejonach. Istnieją spekulacje, że gra została zakazana z powodu umieszczenia w tytule słowa „Bogowie” (ang. Gods),(jako że słowo „Bóg” w liczbie mnogiej jest przeciwne szahadzie), odsłoniętych dekoltów niektórych postaci kobiecych oraz ogólnego nadmiaru krwi. Istnieje też możliwość, że globalny slogan samej gry mógł zostać uznany za naruszenie bądź lekceważenie moralności islamskiej w Zjednoczonych Emiratach Arabskich. Ostatecznie zakaz w Zjednoczonych Emiratach Arabskich i Kuwejcie został zniesiony.

## Powiązane media
5 października 2012 roku podczas EB Games Expo, Ed Boon ogłosił serię komiksów Injustice: Gods Among Us. Seria stanowiła prequel wyszczególniający wydarzenia poprzedzające grę, jak również te, które mają miejsce pomiędzy zamordowaniem Jokera przez Supermana a odkryciem pierwotnego wszechświata. Seria została po raz pierwszy napisana przez Toma Taylora i zilustrowana przez wielu artystów, w tym Jheremy’ego Raapacka, Mike’a S. Millera, Bruno Redondo, Toma Derenicka i innych. Komiks był wydawany cyfrowo od 15 stycznia 2013 roku. Cykl został później wydany w formie regularnego komiksu, a ostatecznie w wydaniu zbiorczym. W grudniu 2014 roku Tom Taylor ogłosił, że opuści serię i odszedł po napisaniu Injustice: Rok Trzeci #14. Zastąpił go Brian Buccellato kontynuując historię w Roku Czwartym i Piątym. Ostatni rozdział serii ukazał się we wrześniu 2016 roku, pozostawiając niedokończoną historię; inna seria komiksów, zatytułowana Injustice: Ground Zero, która pojawiła się później, przejęła fabułę i zakończyła historię wydarzeń z gry z perspektywy Harley Quinn.

### Adaptacja zręcznościowa
16 października 2017 roku do salonów gier trafił port zręcznościowy mobilnej wersji gry.

## Sequel
8 czerwca 2016 roku Warner Brod. Interactive Entertainment i studio NetherRealm ogłosiły wydanie Injustice 2, które ukazało się 16 maja 2017 roku na konsole PlayStation 4 i Xbox One. Sequel kontynuuje historię przedstawioną w Injustice: Gods Among Us, z alternatywnym uniwersum Batmana i jego powstańcami, którzy pracują, by zapobiec nowemu zagrożeniu, jednocześnie powstrzymując resztki Reżimu Supermana, które starają się przywrócić jego rządy. Zachowano różne mechaniki rozgrywki z pierwszej części gry, w tym super ruchy, cechy postaci, przejścia pomiędzy arenami i starcia. Injustice 2 wprowadza system zrzucania łupów, znany jako „Gear System”, który dostarcza części kostiumów i wyposażenia unikalne dla postaci; gracze mogą dostosować wygląd swoich postaci i ulepszać ich umiejętności, np. zwiększać prędkość, siłę czy zdrowie.